# Eidalcamenes lobipennis
Eidalcamenes lobipennis är en insektsart som först beskrevs av Bruner, L. 1911.  Eidalcamenes lobipennis ingår i släktet Eidalcamenes och familjen Romaleidae. Inga underarter finns listade i Catalogue of Life.